# Thierry Lenain
Pour les articles homonymes, voir Lenain.
Thierry Lenain est un auteur français né le 27 avril 1959. Il a été instituteur et a notamment travaillé avec des élèves handicapés.

## Biographie
Thierry Lenain a commencé à écrire lorsqu'il est devenu père ; il a défini lui-même son écriture comme « parentale », au sens d'« accompagnement des enfants » — des enfants qu'il veut avant tout amener à pouvoir se penser eux-mêmes et à penser le monde de demain. L'un de ses albums (concluant que « l'amour est plus fort que la guerre » — ici, la guerre d'Algérie) porte le prénom de son fils, Wahid.
Ses ouvrages ont été récompensés par plusieurs prix jeunesse, dont, par quatre fois, le Prix Sorcières,. S'il a commencé par la publication de romans, ses derniers ouvrages sont plutôt des albums, illustrés par Olivier Balez ou Serge Bloch.
Il traite dans ses ouvrages jeunesse, de sujets difficiles, comme le handicap, la mort, le deuil, la drogue, la pédophilie, la guerre ou l'exil. Dans son roman jeunesse publié en 1988, Un pacte avec le diable, il se penche sur l'addiction et la drogue. Le roman obtient le Prix Sorcières l'année suivante. En 1992, son album Je me marierai avec Anna (illustré par Mireille Vautier, puis réédité en 2005 illustré par Aurélie Guillerey) « osait aborder avec justesse l'homosexualité. Aujourd'hui le sujet est moins rare dans l'édition pour la jeunesse, mais l'album reste une grande réussite par son ton et la délicatesse avec laquelle l'auteur parle des amours enfantines », selon la critique de La Revue des livres pour enfants. En 2017, dans l'ouvrage de sa série Le jour où : Papa s'est remarié, il aborde à nouveau le sujet de l'homosexualité, cette fois sous l'angle du mariage homosexuel, et de l'homoparentalité : « son père va épouser un autre homme. Surgissent alors des réactions spontanées, du bon sens, de fausses croyances, etc. Un débat de classe où la maîtresse joue son rôle de modératrice, d'éveilleuse de conscience. Il est même question d'adoption, de PMA abordés avec un naturel enchanteur », pour Cécile Pellerin, dans son article d'actualitte.com.
Plusieurs de ses ouvrages évoquent le deuil de l'enfance, et la mort, dont, en 1998, Un marronnier sous les étoiles, en 2003, son album illustré par Laurent Corvaisier Le Magicien du square, ou en 2005 Tu existes encore.
Son roman jeunesse La Fille du canal, traite de la pédophilie. Il reçoit le prix Sorcières 1994, catégorie roman.
Lali l'orpheline, illustré par Olivier Balez, publié en 2005, traite du handicap et de l'orphelinat. Mais oui je vous aime toujours ! illustré par Catherine Meurisse en 2006, évoque la séparation des parents.
D'autres de ses albums, illustrés par Olivier Balez, traitent de la guerre et de l'exil. En 2003, Wahid, sur la guerre d'Algérie. En 2008, pour son album Moi, Dieu Merci, qui vis ici  : « Après Wahid, nous retrouvons le duo Thierry Lenain - Olivier Balez dans un nouvel album engagé, fort et sensible. L'auteur utilise la première personne pour donner vie à ce récit qui met en scène Dieu Merci, un Angolais qui refuse de prendre part au conflit qui déchire son pays. » . Pour Martine Laval, dans sa critique Télérama : « Auteur et illustrateur s'allient ici pour crier la folie des hommes, les politiques meurtrières et la tendresse qui, malgré tout, pointe son nez. » Dans Le Taxi d'Imani en 2020, les deux auteurs s'intéressent au même sujet, avec cette fois le Gabon, autre pays d'Afrique. « Dans la capitale gabonaise, une réfugiée gagne sa vie en conduisant un taxi. Comme elle croit à des lendemains meilleurs, le miracle arrive, le jour où une star de la chanson monte à bord. Un album sur l’art de saisir sa chance », selon Marine Landrot, sur le site de Télérama.
En 1998, il commence la série Mlle Zazie, illustrée par Delphine Durand, avec le titre Mlle Zazie a-t-elle un zizi ?. L'ouvrage s'intéresse « au respect et à l'égalité entre fille et garçon [afin de] se défaire de certains préjugés  liés à l'identité sexuelle », selon l'article du site actualitte.com. Ce premier opus est récompensé en 1999 par le Prix Sorcières. La série est adaptée à la télévision : Mademoiselle Zazie, série télévisée d'animation française créée et réalisée par Romain Villemaine, et diffusée depuis 2013 sur France 5 dans Zouzous.

En 2010, il crée avec Benoît Morel la collection « Trimestre » chez Oskar éditeur. Le premier titre de la collection est écrit par l'un et illustré par l'autre : La Dernière Année, ou Pourquoi et comment le Père Noël arrêta - et pourquoi il ne recommença jamais. La collection a publié plus d'une quinzaine de titres. En 2014, ils reçoivent le prix Sorcières, catégorie documentaire pour C'est ta vie ! L'Encyclopédie qui parle d'amitié, d'amour et de sexe aux enfants.
Thierry Lenain est populaire en Pologne, et la série sur Mademoiselle Zazie y fait polémique (voir l'article d'Agnieszka Kwiatkowska dans le livre "Quer i gender", Poznań 2022).
Il a été rédacteur en chef de la revue "Citrouille", la revue des librairies spécialisées jeunesse du réseau  de 1991 à 2019.

## Œuvre

### SérieMlleZazie
- Série Mlle Zazie, illustrations de Delphine Durand, Nathan

1. Mlle Zazie a-t-elle un zizi ?[18], 1998
2. Mlle Zazie veut un bébé, 2005
3. Les Baisers de Mlle Zazie[21], 2008
4. Mlle Zazie a trop d'amoureux, 2009
5. Mlle Zazie et la robe de Max, 2010
6. Mlle Zazie déteste la maîtresse, 2012
7. Mlle Zazie en folie !, 2012
8. Mlle Zazie veut embrasser Max (retitrage de Les Baisers de Mlle Zazie), 2013
9. Mlle Zazie a de gros nénés, 2013
10. Mlle Zazie ne veut pas être hôtesse de l'air, 2014

### Années 1980 et 1990
- Un pacte avec le diable[4], illustré par Romain Slocombe, Syros, coll. « Croche-patte », 1988 ; nouvelle édition, Syros, coll. « Les uns les autres », 1993 ; réédition, Pocket jeunesse, coll. « Pocket junior », 2001 ; réédition, Syros, coll. « Tempo, » 2010
- Le Soleil dans la poche, illustré par Anne Tonnac, Syros, coll. « Souris rose », 1989 ; nouvelle édition, illustré par Christophe Merlin, Casterman, coll. « Romans. Huit et plus. Mystère », 1999
- Un marronnier sous les étoiles[7], illustré par Nathalie Baillot, Syros, coll. « Souris rose », 1990  (ISBN 978-2-86738-507-0) ; réédition, coll. « Mini Souris sentiments », 1998  (ISBN 978-2-84146-508-8) ; réédition, illustré par Julia Wauters, Syros, coll. « MIni Syros » , 2005  (ISBN 9782748506563)
- Un chien dans un jeu de quilles, illustré par Violette Le Quéré, Rouge et or, coll. « Bibliothèque Rouge et or », 1990 et 1992 ; nouvelle édition, illustrée par Nicolas Thers, Nathan, coll. « Pleine Lune », 1994 ; réédition, Nathan, coll. « Lune noire », 1997 ; nouvelle édition, Pocket, coll. « Pocket Junior policier », 2000 ; nouvelle édition, illustrée par Olivier Balez, Nathan, coll. « Nathan poche », 2008 et  coll. « Roman poche », 2013
- Crève-la-faim, illustré par Françoise Moreau, Hachette jeunesse, coll. « Bibliothèque verte. Aventure humaine », 1990 et 1997
- Pareil qu'avant, illustré par Solvej Crévelier, Éd. du Sorbier, 1991 ; réédition, Éd. du Sorbier, coll. « Plume », 1995
- Pas de pitié pour les poupées B., illustrations de Katy Couprie, Syros, coll. « Souris noire », 1991
- Aïssata, illustré par  Granjabiel, Syros, coll. « Souris noire », 1991 ; réédition sous le titre Loin des yeux, près du cœur, illustré par Philippe Poirier, Nathan, coll. « Demi-Lune », 1997
- Énervé, poil au nez ! , illustré par Robert Scouvart, Casterman, 1991 ; réédition, Hachette, 1996 ; réédition, Casterman, coll. « Histoires. Six et plus », 2001
- Ma petite sœur est un monstre, illustré par Napo, Nathan, coll. « Tourne-page », 1991
- Donne-moi ça, sinon..., illustré par Véronique Boiry, Rouge et or, coll. « Première lecture », 1991
- Je me marierai avec Anna[5], illustré par Mireille Vautier, Sorbier, coll. « Plume », 1992 ; réédition, illustré par Aurélie Guillerey, Nathan, coll. « Première Lune », 2004
- Quand les chiens s'en vont, avec Agata Preyzner, Syros, coll. « Petites feuilles », 1992
- La Fille du canal, Syros, coll. « Les uns les autres », 1993  (ISBN 2867389569) ; réédition, Pocket Jeunesse, coll. « Pocket junior », 2000 ; réédition, Syros, coll. « Tempo », 2010  (ISBN 9782748509793)
- Clair de loup, illustré par Anne Bozellec, Rageot, coll. « Cascade », 1994
- L'Étrange madame Mizu, illustré par Judex, Nathan, coll. « Lune noire », 1995
- Le Billet pour nulle part, texte de Philippe Barbeau, Christian Grenier et Thierry Lenain, illustré par Christophe Caron et Thierry Christmann, Mairie d'Isle, 1996
- Menu fille ou Menu garçon ?, illustré par Catherine Proteaux, Nathan, coll. « Première Lune », 1996 ; réédition, coll. « Nathan poche », 2006
- Où es-tu ?, illustré par Philippe Roux, Hachette jeunesse, coll. « Le Livre de poche jeunesse », 1996
- série Bravo Léo !, illustré par Serge Bloch, Nathan, coll « Première Lune », 1996-1997

1. Crocodébile, 1996
2. Tête de grenouille, 1997
3. Merci Moustique, 1997

- L'Amour Hérisson, illustré par Nathalie Novi, Nathan, coll. « Demi Lune », 1996 ; réédition, illustré par Françoise Malaval, Colophon, 2005
- Loin des yeux près du cœur, illustré par Philippe Poirier, Nathan, coll. « Demi Lune », 1997 ; réédition, suivi de La fille de nulle part, illustré par Elene Usdin, Nathan, coll. « Nathanpoche », 2005
- Square des Batignolles[22], textes de Barbara, choisis par Thierry Lenain, illustrés par Nathalie Novi, Thierry Magnier, 1998
- Un père pour la vie, illustré par Robert Diet, Hachette jeunesse, coll. « Le livre de poche jeunesse », 1998
- Trouillard !, illustré par Miles Hyman, Nathan, coll. « Demi Lune », 1998 ; réédition, coll. « Nathanpoche », 2005
- Silence les monstres !, illustré par Serge Bloch, Nathan, coll. « Première Lune », 1999
- Les Enfants assassins, Hachette Jeunesse, coll. « Éclipse », 1999
- Je ne suis plus un bébé, maman !, illustré par Laurence de Kemmeter, Nathan, coll. « Étoile filante », 1999 : réédition, coll. « Mes p'tites histoires », 2007
- Vive la France ! , illustré par de Delphine Durand, Nathan, coll. « Première Lune », 1999 ; réédition, coll. « Nathanpoche », 2009  (ISBN 978-2-09-252405-3) ; réédition, coll. « Premiers romans », 2012  (ISBN 978-2-09-253659-9)

### Années 2000
- Touche pas à mon corps, tatie Jacotte !, illustré par Stéphane Poulin, Les 400 coups, 2000
- Petit zizi, illustré par Stéphane Poulin, Les 400 coups, coll. « Grimace », 2000
- La Fille de nulle part, illustré par Marc Daniau, Nathan, coll. « Demi Lune », 2000 ; réédition, précédé de Loin des yeux près du cœur, illustré par Elene Usdin, Nathan, coll. « Nathanpoche », 2005
- Demain les fleurs, illustré par Anne Brouillard, Nathan, coll. « Albums Nathan », 2000 (ISBN 2-09-210678-3) ; réédition, coll. « Albums des petits », 2004
- Touche pas à mon papa, illustré par Antonin Louchard, Nathan, coll. « Étoile filante », 2000
- Au secours les anges ![23], illustré par Serge Bloch, Nathan, coll. « Première Lune », 2000 ; réédition, Les 400 coups, coll. « Carré blanc », 2007
- Le Livre qui fait peur, avec Cléo Lévy-Lenain, illustré par Gaëtan Dorémus, Nathan, coll. « Première Lune », 2001
- Thomas-la-honte, Nathan, illustré par Vanessa Hié, coll. « Pleine Lune », 2001 ; réédition, coll. « Comète », 2003 ; réédition, illustré par Sylvain Bourrières, Nathan, coll. « Nathanpoche », 2006
- Maudit corbeau, illustré par Nathalie Novi, Nathan, coll. « Demi Lune », 2001
- L'Oasis, illustré par Olivier André, Nathan, 2002
- Le Mariage c'est pour les nuls, illustré par Charles Dutertre, Nathan, coll. « Première Lune », 2002 ; réédition, coll. « Nathanpoche. C'est la vie ! », 2008
- Wahid[13], illustré par Olivier Balez, Albin Michel jeunesse, 2003
- Bouboule rêve, iillustré par Jean-Marc Mathis, Nathan, coll. « Première Lune », 2003
- HB, illustré par Sophie Dutertre, Sarbacane, 2003
- Jim le cow-boy et Cochise l'Indien, illustré par Jörg Mühle, Nathan, coll. Première Lune, 2003 ; réédition, coll. « Nathanpoche », 2009
- Une île mon ange, illustré par Mireille Vautier, La Joie de lire, 2003 ; réédition, illustré par Stéphane Marchal, Tiliade, 2017
- Kourou, illustré par Elene Usdin, Nathan, coll. « Demi Lune », 2003
- La Petite sœur du placard, illustré par Marjorie Pourchet, Nathan, coll. « Demi Lune », 2003
- Le Magicien du square[8], illustré par Laurent Corvaisier, Grasset jeunesse, 2003
- Graine de bébé[24], illustré par Serge Bloch, Nathan, 2003 ; réédition, 2014  (ISBN 2092549693)
- C'est une histoire d'amour, illustré par Irène Schoch, Albin Michel, 2004  (ISBN 2226150056)
- Ma maman à moi, Thierry Lenain, illustré par Julien Rosa, Nathan, 2004  (ISBN 2092113925)
- Il faudra, illustré par Olivier Tallec, Sarbacane, 2004
- Il n'y a pas si longtemps[25], illustré par Olivier Balez, Sarbacane, 2005
- Bonnes nouvelles, illustré par Lalou, SEDRAP, 2005
- Zoé et la sorcière du quatrième, illustré par Colonel Moutarde, Milan, coll. « Milan poche cadet », 2009
- Et si tout ça n'était qu'un rêve ?, illustré par Brigitte Susini, Nathan, 2005 ; réédition, illustré par Irène Bonacina, MeMo, 2012
- Julie Capable, illustré par Anne Brouillard, Grasset jeunesse, coll. « Lecteurs en herbe », 2005, 32 p.  (ISBN 2-246-67981-8).
- Tu existes encore[9], photographies de Patricia Baud, Syros, 2005
- Mais oui, je vous aime toujours ![12], illustré par Catherine Meurisse, Nathan, coll. « Nathanpoche », 2006  (ISBN 2092511394)
- Moi, Dieu Merci, qui vis ici[14],[15], illustré par Olivier Balez, Albin Michel jeunesse, 2008 ; réédition, coll. « Panda Poche », 2016
- Père Noël mes fesses ! , avec Bruce Roberts, Les 400 coups, coll. « Carré blanc », 2009

### Années 2010
- La Dernière Année, ou Pourquoi et comment le père Noël décida d'arrêter et pourquoi il ne recommença jamais, illustré par Benoît Morel, Oskar, coll. « Trimestre », 2010
- Lali l'orpheline, où l'on se demande si l'on peut faire du mal en croyant faire du bien[11], illustré par Olivier Balez, Oskar, coll. « Trimestre », 2011
- Quand l'amour court, illustré par Barroux, Les 400 coups, coll. « Carré blanc », 2012
- C'est ta vie ! L'Encyclopédie qui parle d'amitié, d'amour et de sexe aux enfants, illustré par Benoît Morel, Oskar, coll. « Trimestre », 2013  (ISBN 9791021400412).
- C'est drôle la vie !, illustré par Benoît Morel, Bulles de savon, 2014
- Loup lis-tu ?, texte d'Isabelle Wlodarczyk et Thierry Lenain, illustré par Thanh Portal, Oskar, coll. « Trimestre. Premières lectures », 2016
- Je t'aime comme toi, illustré par Benoît Morel, coll. « Trimestre », Oskar, 2016
- Le Pot au lait : quand pouvoir travailler c'est pouvoir être libre, illustré par Thanh Portal, Oskar, coll. « Trimestre. Premières lectures », 2016
- Vivants, illustré par Betty Bone, Sarbacane, 2016
- Mais que font les parents la nuit ?, illustré par Barroux, Little urban, 2017
- Des miams et des beurks ! : dans la vie, il y a des miams, dans la vie, il y a des beurks !, illustré par Thanh Portal, Oskar, coll. « Trimestre. Premières lectures », 2017
- Tu préfères que je mange ton père ou ta mère ?, illustré par Stéphanie Marchal, BoD-Books on demand, 2017
- Sorcière, ou pas ?, illustré par Stéphanie Marchal, BoD-Books on demand, 2018
- Peut-être, illustré par Clémentine Pochon, BoD-Books on demand, 2018
- Je suis moi, illustré par Stéphanie Marchal, Flammarion jeunesse-Père Castor, 2019
- Moi j'ai le droit d'être là parce que je suis née, illustré par Stéphanie Marchal, BoD-Books on demand, 2019
- Série Le Jour où, illustré par Thanh Portal, Nathan, coll. « Premiers romans », 2017

1. La France est devenue la France
2. On a arrêté de faire la guerre
3. On a mangé tous ensemble
4. Papa s'est remarié[6]

- Série Bienvenue, illustré par Félix Larive, éditions Talents hauts, coll.« Livres et Égaux », 2019

1. Franky au grand sourire, 2019
2. Mona qui sait où elle va, 2019

- Série Les Grandes Questions de Sofia, illustré par Stéphanie Marchal, Père Castor-Flammarion jeunesse, 2019-2020

1. Maman, papa, comment vous vous êtes rencontrés ?, 2019
2. Maman, papa, il y avait qui avant moi ?, 2020

### Années 2020
- Le Taxi d'Imani[16],[17], illustré par Olivier Balez, Albin Michel Jeunesse, 2020
- Kangourouz, illustré par Nathalie Diéterlé, Rue du Monde, 2023
- Où es-tu parti, papi ?, illustré par Claude K. Dubois, Pastel, 2023

## Quelques récompenses
- 1989 : prix Sorcières, catégorie roman[2], pour Un pacte avec le diable
- 1994 : prix Sorcières, catégorie roman[10],[2], pour La Fille du canal
- 1999 : prix Sorcières, Catégorie Premières lecture[2], pour Mlle Zazie : Mademoiselle Zazie a-t-elle un zizi ?
- 2003 : prix Livre mon ami pour Loin des yeux, près du cœur[26]
- 2010 : prix des Incorruptibles - CP , pour Mlle Zazie : Les Baisers de Mademoiselle Zazie[27]
- 2014 : prix Sorcières, catégorie documentaire[3], illustrations de Benoît Morel, pour C'est ta vie ! L'Encyclopédie qui parle d'amitié, d'amour et de sexe aux enfants, Oskar
- 2017 : Prix Unicef de littérature jeunesse[28] pour Vive la France avec Delphine Durand

## Adaptations de son œuvre
En série d'animation
- Mademoiselle Zazie : une série télévisée d'animation française créée et réalisée par Romain Villemaine, produit par Cyber Group Studios, diffusée depuis le 24 août 2013 sur France 5 dans Zouzous.
  - D'après sa série jeunesse éponyme, illustrée par Delphine Durand.

En pièces de théâtre
- Les Anges de papier[29], Mise en scène de Pierre Blaise, création Théâtre sans toit, 2003
  - D’après Au secours les Anges, illustré par Serge Bloch (2000)
- Est-ce que les insectes qui volent se cognent parfois ou est-ce qu’ils s’évitent toujours ?[30], mise en scène de Pierre Blaise, coproduction  Festival théâtral du Val d’Oise, ville de Gonesse et Théâtre Sans Toit, 2009
- Voilà pourquoi aujourd’hui je parle aux vagues[31], conception et réalisation Isabelle Loridan et Jean-Louis Cousseau, Compagnie Quelqu'unS, 2009
  - D'après huit ouvrages de Thierry Lenain : Mlle Zazie a-t-elle un zizi ?, Vive la France, Et si tout ça n'était qu'un rêve ?, Wahid, Moi, Dieu merci qui vit ici, Il faudra et Julie capable
- Au contraire même[32], Mise en scène, adaptation et musique : Jean-Louis Cousseau, création compagnie Quelqu’unS, 2014
  - D'après des textes de Marie-Aude Murail, Jo Hoestlandt et Thierry Lenain